# Is-is-is
Az Is-is-is című, Ez a legény nyalka is kezdetű csárdás Szentirmay Elemér egyik leghíresebb szerzeménye. Köny és mosoly című művének 8. dala. Csiky Gergely Ingyenélők című darabjának 2. dala (1889).

## Kotta és dallam
| Ez a legény nyalka is, de azt mondják: csalfa is, is, is, is. Ha azt mondják, ha az is, majd megtudom magam is, is, is, is. Kötve hiszem csak a szavát, hogy ne bízza el magát, Ha ígér is, ha kér is, hogyha megcsal, meg én is, is, is, is. | Ha rátartós vagyok is, csókot azért adok is, is, is, is. Elveszem, ha kapok is, akár tizenhatot is, is, is, is. Azért leány az én nevem, hogy a legényt szeressem, Mért ne tenném, teszem is, csak a jó kell nekem is, is, is, is. |

## Felvételek
- Szentirmay Elemér:  Ez a legény nyalka is. Huszár József  YouTube (2011. június 30.)  (Hozzáférés: 2017. április 20.) (audió)
- Szentirmay Elemér:  NOTACSOKOR. Budai Beatrix  YouTube (2010. szeptember 6.)  (Hozzáférés: 2017. április 20.) (videó) 1:34-ig.
- Ez a legény nyalka is. cimbalom.nl (Hozzáférés: 2017. április 20.) (audió) arch